# Jean Nicolet
Jean Nicolet (Cherbourg-Octeville, 1598 – Sillery, 27 ottobre 1642) è stato un esploratore francese.
È noto per aver scoperto ed esplorato il lago Michigan, l'isola di Mackinac e Green Bay e per essere stato il primo europeo a mettere piede in quello che ora è lo stato americano del Wisconsin.

## Biografia
Nicolet nacque a Cherbourg-Octeville, in Francia, nel 1598. Era il figlio di Thomas Nicollet, "messaggero ordinario del re tra Parigi e Cherbourg", e di Marguerite de Lamer. Era un amico di Samuel De Champlain ed Etienne Brule. Nel 1618 , all'età di 19 anni, fu una delle 28 persone che fondarono il primo insediamento di Québec, in Nuova Francia. Divenne poi interprete e ambasciatore della Compagnia dei mercanti di Rouen e Saint-Malo, poi della Compagnia dei Cento Associati. Per imparare la lingua delle Prime Nazioni, Nicolet fu mandato a vivere con gli Algonchini sull'isola di Allumette, un insediamento situato lungo l'importante via commerciale delle pellicce del fiume Ottawa. Al suo ritorno in Quebec nel 1620, gli fu ordinato di andare a vivere tra gli Odawa e gli Algonquin nella regione del Lago Nipissing. Durante i suoi nove anni di soggiorno presso questa tribù native  commerciava con i popoli nativi della zona. 
Ebbe anche una relazione con una donna nativa dei Nipissing con la quale ebbe una figlia che chiamò Madeleine Euphrosine Nicolet. Quando Nicolet tornò in Quebec, portò con sé la figlia Madeleine per educarla tra i francesi. Il 19 luglio 1629, quando il Quebec cadde in mano ai fratelli Kirke che presero il controllo per conto dell'Inghilterra, Jean Nicolet fuggì con la figlia e si rifugiò presso il popolo Huron. Da queste postazioni si impegnò contro gli interessi inglesi fino a quando i francesi ritornarono al potere.
Nicolet è noto per essere stato il primo europeo ad esplorare il Lago Michigan. Nel 1634 divenne il primo europeo ad esplorare ciò che sarebbe diventato il Wisconsin. Jean Nicolet sbarcò a Red Banks, vicino alla moderna Green Bay, nel Wisconsin, in cerca di un passaggio attraverso l'oceano in Oriente, più specificatamente verso la Cina. Lui e altri esploratori francesi avevano imparato dai loro contatti nativi che le persone che vivevano lungo queste coste si chiamavano Ho-Chunk, che i francesi traducevano come "Popolo del mare". Nella loro lingua, significava "raccoglitori (tagliatori) di riso", poiché usavano il riso selvatico come alimento base della loro dieta. Nicolet collegò queste informazioni a eventuali contatti di queste popolazioni native con i cinesi, dichiaratamente grossi consumatori di riso.
Nicolet divenne poi l'ambasciatore francese del popolo degli Ho-Chunk. Indossava abiti dai colori vivaci e portava due pistole, per trasmettere la sua autorità, caratteristiche che lo fecero ben apprezzare dai nativi. Con alcune guide Ho-Chunk, Nicolet salì il fiume Fox verso il Wisconsin  e lo percorse fino a quando non cominciò ad allargarsi. Era così sicuro di essere vicino all'oceano, che si fermò e tornò in Québec per riferire la sua scoperta di un passaggio al "Mare del Sud", ignaro di essersi perso per trovare il fiume Mississippi.
Il 7 ottobre 1637, a Quebec City, Jean Nicolet sposò la giovanissima Marguerite Couillard (11 anni, nipote di Louis Hébert e Marie Rollet, nata nell'agosto del 1626 a Quebec City), chi gli avrebbe dato due figli: un maschio nato nel 1639 (che morì all'età di un anno) e una femmina nata nel 1642, Marie-Marguerite Nicolet, che all'età di 14 anni sposò Jean-Baptiste Legardeur de Repentigny..
Dopo aver passato la vita sull'acqua dei fiumi senza saper nuotare, Jean Nicolet morì tragicamente annegando nella baia di Sillery il 27 ottobre 1642 nel  Fiume San Lorenzo, la sua barca si trovò nel bel mezzo di una tempesta mentre si trovava in viaggio in direzione di Trois-Rivières nella zona di Sillery, uno dei sobborghi di Québec. Il suo corpo non fu mai ritrovato.